# فرودگاه گرینبرایر ولی
فرودگاه گرینبرایر ولی (به انگلیسی: Greenbrier Valley Airport) یک فرودگاه همگانی بهره‌برداری هوایی با کد یاتا LWB است که یک باند فرود آسفالت دارد و طول باند آن ۲۱۳۵ متر است. این فرودگاه در کشور ایالات متحده آمریکا قرار دارد و در ارتفاع ۷۰۲ متری از سطح دریا واقع شده‌است.